# Bronsbergen
Bronsbergen is een landelijk gebied en buurtschap in de gemeente Zutphen, in de Nederlandse provincie Gelderland. Het gebied ligt direct ten zuiden van Zutphen, in de hoek waar de provinciale wegen N348 en N314 elkaar kruisen. Bronsbergen maakt deel uit van de wijk Zuidwijken. Het bestaat uit verspreide bewoning en een bungalowpark met wellnesscenter genaamd Vesting De Bronsbergen.
In het gebied liggen twee zandafgravingen. De noordelijke plas, die Bronsbergenmeer heet, wordt gebruikt als recreatieplas en duikvijver. De zuidelijke plas, met de naam Gat van Roelofs, wordt vooral gebruikt als duikvijver. Beide plassen worden beheerd door de stichting Onderwaterwereld Zutphen en Omstreken.

## Geschiedenis
Bronsbergen is van oorsprong een rivierduin, ontstaan tijdens het Weichselien. Het hoogste punt meet 14,92 meter boven NAP. Het zuidelijke deel van dit rivierduin is in de 13e eeuw door de IJssel weggeslagen, waarbij ook het plaatsje Wichmond ten onder ging.
De buurtschap werd in 1326 vermeld als van Brvnsberghe, in 1375 als Brunsberge, in 1385/86 als tot Bruynsberge, in 1405 als dat lant toe Broynsbarghe en in 1417 als Bruensberghe. De plaatsnaam zou verwijzen naar het feit dat het op een heuvel (berg) is ontstaan van of bewoond door de persoon Bruno. Dit zou kunnen slaan op Brunhar, de vader van graaf Wrachari.

### Harenberg
In Bronsbergen stond de herberg Harenberg. De naam komt al in 1409 voor als naam van een boerderij. In de 17e eeuw deed de boerderij tevens dienst als herberg. Tijdens de Tweede Wereldoorlog legde het Duitse leger grote hoeveelheden loopgraven rondom Bronsbergen aan om een verwachte aanval vanuit het westen af te kunnen slaan. De Canadezen vielen echter aan vanaf de oostelijke IJsseloever. Tijdens de hevige gevechten verwoestten zij de Harenberg.

### Kasteel Brunsberg
Het kasteel Brunsberg moet vóór de 17e eeuw zijn gebouwd en is volgens 18e-eeuwse geschriften verwoest tijdens het rampjaar 1672. De restanten zijn kennelijk vrij snel opgeruimd, want in de 18e eeuw was er al niets meer van het kasteel over. Er is wel een tekening bewaard gebleven uit 1720, naar een ouder voorbeeld.
De exacte locatie van het kasteel is niet duidelijk. Het zou liggen te Bronsbergen, op de oostelijke oever van de IJssel, tussen Zutphen en Wichmond in. Meldingen dat kasteel Brunsberg aan de westelijke oever van de IJssel zou hebben gelegen, zijn niet correct: het omgrachte terrein dat tot in de 19e eeuw daar zichtbaar was, behoorde toe aan een 17e-eeuwse batterij die onderdeel uitmaakte van een verdedigingslinie.

## Sport en cultuur
Van 1935 tot en met 1940 kende de buurtschap een eigen voetbalclub. Deze club was VV Baronsbergen geheten. Sinds 2015 vindt jaarlijks het Roparun Popfestival plaats in zalencentrum Fort Bronsbergen.
Stad: Zutphen      Dorpen: De Hoven · Warnsveld      Buurtschappen: Bronsbergen · Warken

Gelderland: Steden en dorpen in Gelderland      Nederland: Provincies · Gemeenten